# Aderus impressus
Aderus impressus é uma espécie de inseto besouro da família Aderidae. Foi descrita cientificamente por John Lawrence LeConte em 1875.

## Distribuição geográfica
Habita no sudeste dos Estados Unidos.